# 9P/Tempel 1
9P/Tempel 1 es un cometa periódico de la familia de Júpiter descubierto por el astrónomo alemán Wilhelm Tempel el 3 de abril de 1867. Este cometa completa una órbita al Sol cada 5,58 años.
Tempel 1 fue el objetivo de la misión espacial Deep Impact que fue diseñado para estudiar la composición de interior del cometa. La sonda liberó un impactador que colisionó exitosamente con el núcleo de 9P/Tempel, excavando escombros del interior del núcleo y formando un cráter de impacto en 2005.
Luego, el 14 de febrero de 2011, el cometa ahora fue visitado por la sonda espacial Stardust, y que regresó en el perihelio en agosto de 2016.

## Descubrimiento
El cometa 9P/Tempel o también denominado Tempel 1 se descubrió el 3 de abril de 1867 por el astrónomo alemán Wilhelm Tempel. 
Tempel 1 en el momento de su descubrimiento se encontraba en su perihelio en 1867 (9P/1867 G1 y 1867 II) y luego fue observado nuevamente en 1873 (9P/1873 G1, 1873 I, 1873a) y 1879 (1879 III, 1879b). Nuevos intentos de capturarlo en 1898 y 1905 no lograron observarlo y se conjeturó que se había desintegrado, sin embargo, debido al tipo de órbita que tiene acercamientos ocasionales a Júpiter, este pudo provocar un cambio en su período orbital. Esto ocurrió en 1881, y llevó a que su periodo orbital de alargará a 6,5 años. El perihelio también se vio modificado, aumentando a 50 millones de kilómetros, generando de que sea mucho menos visible desde la Tierra. 

No fue hasta que los años 60, cuando el astrónomo estadounidense Brian G. Marsden 'redescubrió' a 9P/Tempel, al realizar cálculos precisos de la órbita del cometa, considerando las perturbaciones provocadas por Júpiter, revelando un período orbital actual de 5,58 años.

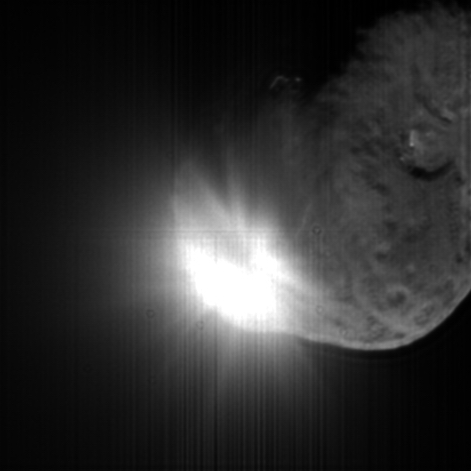
El proyectil lanzado por Deep Impact choca con Tempel 1.

Tempel 1 no es un cometa brillante; su máxima magnitud aparente ha sido, de momento, de +11, muy por debajo de la visibilidad a simple vista. Se cree que su tamaño es de 14 x 4 kilómetros, basados en medidas tomadas por el Telescopio Espacial Hubble con luz visible y por el Telescopio Espacial Spitzer con luz infrarroja. Combinando estas observaciones también se obtuvo un bajo albedo, de solo un 4%. Se determinó también una tasa de rotación de dos días.

## Exploración del cometa

### Misión espacial Deep Impact

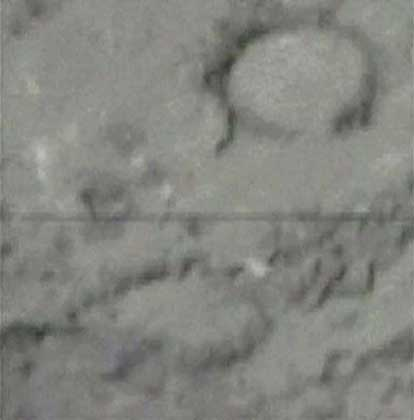
Detalle de un cráter en la imagen del Cometa Tempel 1 tomada por el proyectil disparado desde la sonda Deep Impact unos segundos antes del impacto.

El 4 de julio de 2005, a las 05:52 TUC, la sonda espacial Deep Impact de la NASA lanzó un proyectil que impactó contra Tempel 1. Los telescopios espaciales observaron el fenómeno que momentáneamente aumentó el brillo del cometa unas 30 veces mientras la sonda Deep Impact, que se encontraba a solo 500 km del cometa, observó el impacto que levantó una nube de gas y polvo que se extendió unos 1800 km.
Los detalles exactos del cráter que se formó aún no se conocen. Se cree que puede medir unos 200 metros de diámetro y de 30 a 50 metros de profundidad, aunque puede ser mucho más pequeño dependiendo de la composición y estructura del cometa. El propósito de esta misión es estudiar la composición interna del núcleo de un cometa. 

### New Exploration of Tempel 1 (NExT)
La misión espacial New Exploration of Tempel 1 tenía el objetivo de utilizar a la sonda espacial Stardust -en una extensión de su viaje- para fotografiar el cráter de impacto (150 metros estimados) producido por la colisión del Deep Impact y logró que con la geometría del sobrevuelo conseguir más información tridimensional sobre el núcleo a partir de pares de imágenes estéreo que durante la visita de Depp Impact.
Los científicos pudieron detectar rápidamente lugares donde una formación elevada similar a un flujo de material helado en la superficie del cometa retrocedió debido a la sublimación entre encuentros.
La llegada de Stardust a la órbita de Tempel 1 ocurrió el 15 de febrero de 2011, 04:39:10 UTC, pasando a 181 km del cometa.

## Acercamientos cercanos a otros cuerpos del Sistema Solar
En esta tabla mostraremos algunos acercamientos cercanos del cometa 9P/Tempel 1 a otros cuerpos del Sistema Solar:
| Cuerpo              | Distancia (km/UA)  | Distancia (km/UA) | Fecha                   |
| ------------------- | ------------------ | ----------------- | ----------------------- |
| Planeta enano Ceres | 5,9 millones de km | 0,04 UA           | 11 de noviembre de 2011 |
| Planeta Marte       | 3,0 millones de km | 0,02 UA           | 17 de octubre de 2183   |

## Galería

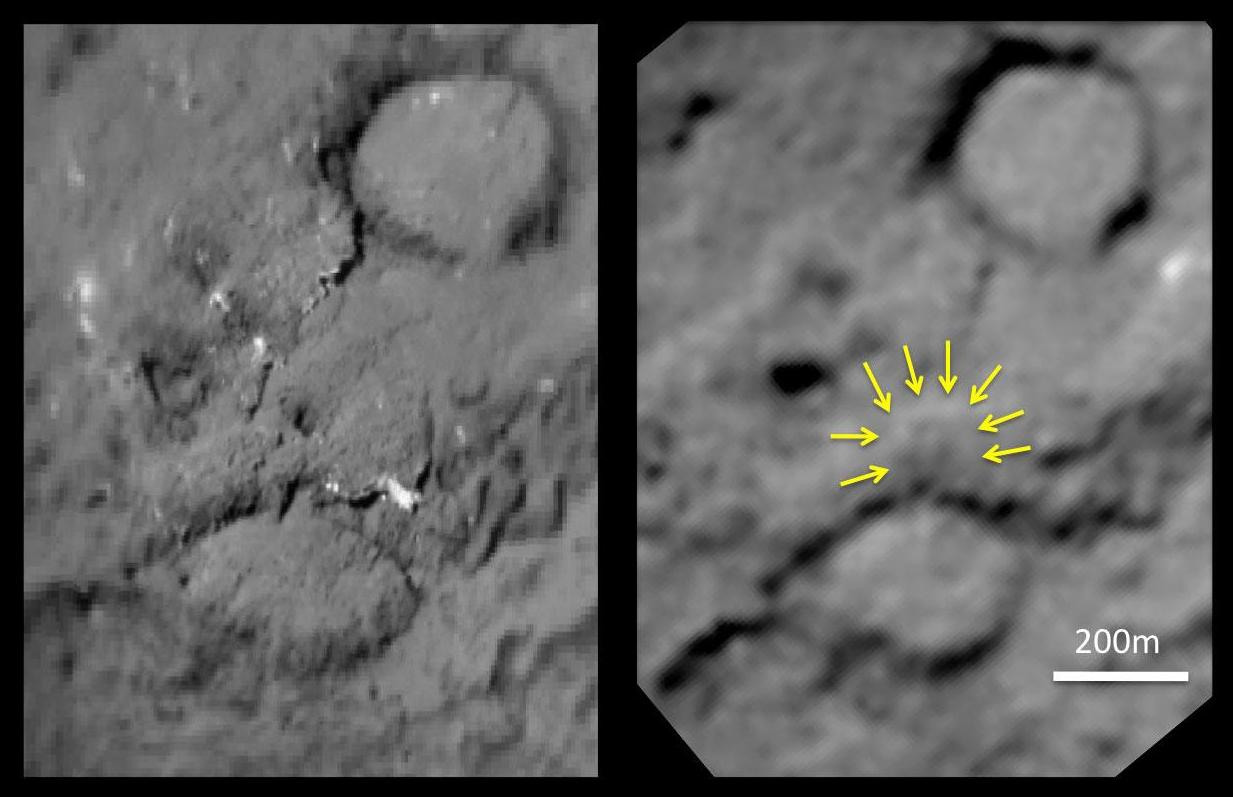
Este par de imágenes muestra la comparación antes y después de la parte del cometa Tempel 1 que fue golpeada por el impactador de la nave espacial Deep Impact de la NASA.
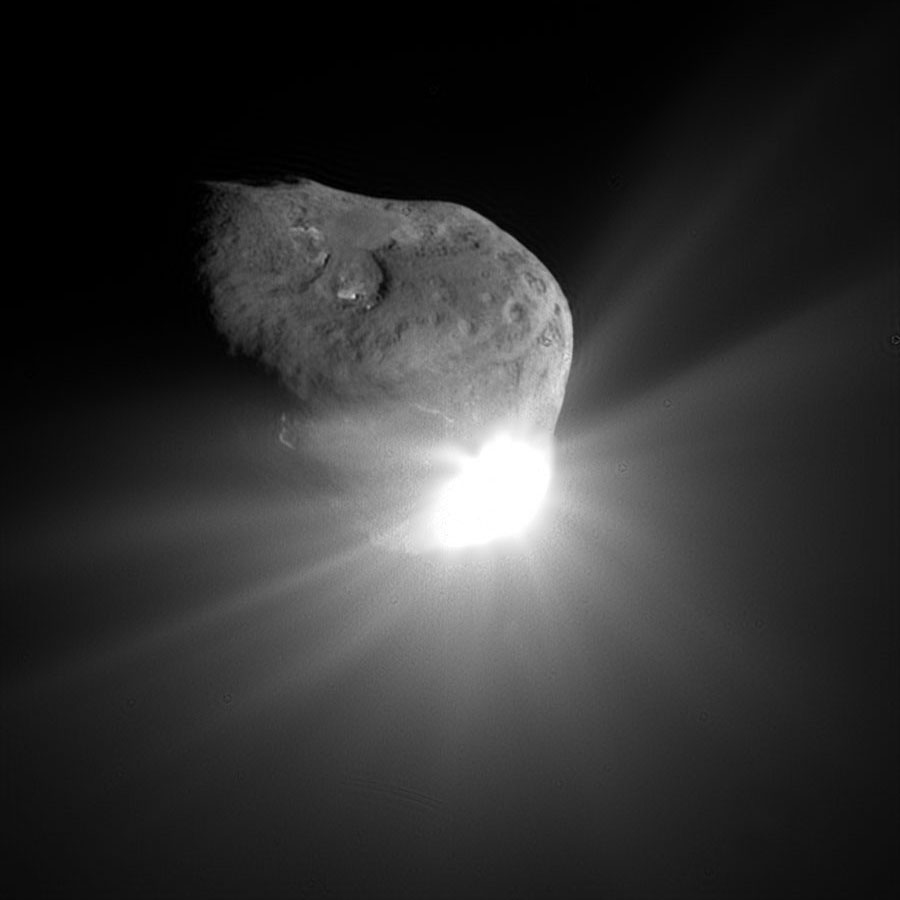
Misión Deep Impact de la NASA lanzó proyectil que impactó con el cometa Tempel 1, el 4 de julio de 2005.
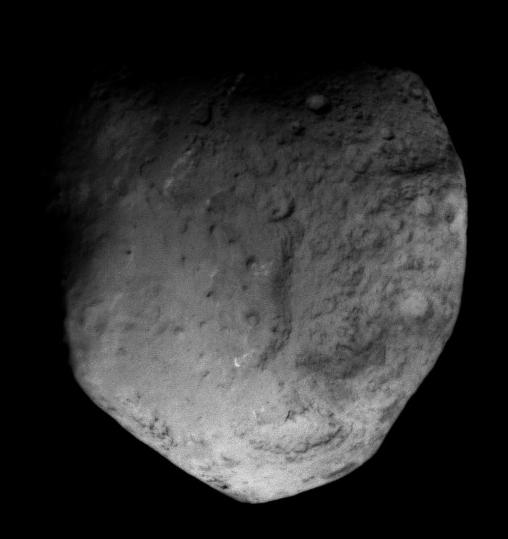
La misión NExT utilizó a la sonda espacial Stardust de la NASA que tomó esta imagen del cometa Tempel 1 a las 04:38 UTC del 15 de febrero de 2011.